# Црен
Црен — большая сковорода для выварки соли из рассола. Иногда называется «чрен» или «цырен».
Для вываривания соли строился очаг, над которым закреплялся црен. От соляного колодца по желобам сюда поступал соляной рассол. После кипячения и полного испарения воды на дне црена оставались кристаллы соли. Чтобы црен мог работать круглый год, его помещали в сарай — варницу. На один колодец приходилось две варницы.
Полученная соль была невысокого качества. Рассол не фильтровался, поэтому на црене осаждались примеси.
Размеры цренов измерялись саженями, на их изготовление шли сотни килограммов железа.